# Chrysina pehlkei
Chrysina pehlkei är en skalbaggsart som beskrevs av Ohaus 1930. Chrysina pehlkei ingår i släktet Chrysina och familjen Rutelidae. Inga underarter finns listade i Catalogue of Life.